# Kimiko Glenn
Kimiko Elizabeth Glenn (nacida el 27 de junio de 1989) es una actriz estadounidense e intérprete de Broadway conocida por interpretar a Brook Soso en la serie de Netflix Orange Is the New Black, por la que recibió tres premios del Sindicato de Actores. También interpretó a Dawn Pinkett en el musical de Broadway Waitress y ha sido las voces de Ezor en Voltron: Defensor legendario, Lena Sabrewing en Patoaventuras, Peni Parker en Spider-Man: Un nuevo universo, Stefani Stilton en BoJack Horseman, Bridgette Yoshida en Close Enough, Horse en Centaurworld e Izzy Moonbow en My Little Pony: Una nueva generación.

## Juventud y educación
Glenn nació y creció en Phoenix, Arizona con su hermana Amanda. Su madre, Sumiko, es japonesa y su padre, Mark, es de ascendencia escocesa, irlandesa y alemana. Glenn comenzó a actuar en el Valley Youth Theatre en Phoenix y en diversos otros teatros locales cuando estaba en primaria. Asistió a la escuela secundaria  Desert Vista en Phoenix y en la Interlochen Art Academy, un internado en Interlochen, Míchigan. Estudió un año de teatro musical en el conservatorio de Boston, pero se retiró cuando fue elegida para participar en la gira de Spring Awakening.

## Carrera profesional
Durante su primer año de universidad, en 2008, Glenn interpretó a Thea en la primera gira estadounidense del musical de rock Spring Awakening de Steven Sater y Duncan Sheik. En 2013, lograría su papel decisivo como la reclusa de la penitenciaría Litchfield, Brook Soso en la comedia dramática de Netflix Orange Is the New Black, por la que recibió varios premios del Sindicato de Actores en 2014, 2015 y 2016 por Mejor Actuación de reparto en un en una serie de comedia.
En 2014, apareció en el videoclip "I Wanna Get Better"  dirigido por Lena Dunham para el proyecto en solitario de Jack Antonoff, Bleachers .
Glenn interpretó el papel secundario de Liv Kurosawa en la película de suspense y drama Nerve (2016), dirigida por Henry Joost y Ariel Schulman y basada en la novela juvenil homónima. En 2016, interpretó a Dawn Pinkett en la producción de Broadway del musical Waitress de Sara Bareilles y Jessie Nelson. Las funciones preliminares comenzaron el 25 de marzo de 2016 en el Brooks Atkinson Theatre, y el espectáculo se inauguró de manera oficial el 24 de abril.
En 2018, Glenn interpretó a Harlow en la webserie de comedia Liza on Demand, con Travis Coles y la creadora Liza Koshy . En 2019, fue presentadora invitada junto a Nev Schulman del programa Catfish: mentiras en la red de MTV.
En 2021, Glenn puso la voz a Izzy Moonbow en la película de animación de Netflix My Little Pony: Una nueva generación.

## Vida personal
Glenn es pescetariana.

## Filmografía

### Películas
| Año  | Título                               | Papel             | Notas                                           |
| ---- | ------------------------------------ | ----------------- | ----------------------------------------------- |
| 2012 | Nous York                            | Vendedora         |                                                 |
| 2012 | Galaxy Comics                        | Tina              | Cortometraje                                    |
| 2012 | Hair Brained                         | Chica alegre      |                                                 |
| 2015 | Construction                         | Erin              |                                                 |
| 2016 | Nerve                                | Liv Kurosawa      |                                                 |
| 2018 | Hija de su padre                     | Geena             |                                                 |
| 2018 | Spider-Man: Un nuevo universo        | Peni Parker       | Voz                                             |
| 2019 | Can You Keep a Secret?               | Gema              |                                                 |
| 2020 | Más allá de la luna                  | La tía Mei y lulu | Voz                                             |
| 2021 | My Little Pony: Una nueva generación | Izzy Moonbow      | Voz: película directa a plataforma de streaming |

### Televisión
| Año           | Título                                     | Papel                                     | Notas |
| ------------- | ------------------------------------------ | ----------------------------------------- | --- |
| 2013          | Holding Patterns                           | Daisy Berger                              | Piloto de la NBC sin estrenar                                                                                           |
| 2014          | Submissions Only                           | Katie Summers                             | Episodio: Reason to Stay                                                                                                |
| 2014          | Ley y orden: Unidad de víctimas especiales | Lily Deng                                 | Episodio: "Thought Criminal"                                                                                            |
| 2014          | Seriously Distracted                       | Katie                                     | Episodio: "Nightmare Client"                                                                                            |
| 2014-19       | Orange is the New Black                    | Brook Soso                                | 45 episodios <br /> Premio del Sindicato de Actores a la Mejor Actuación de reparto en una serie de comedia (2014-2016) |
| 2015          | Married                                    | Miranda                                   | 4 episodios |
| 2015          | Broad City                                 | Cajera                                    | Episodio: "Kirk Steele"                                                                                                 |
| 2016-19       | BoJack Horseman                            | Stefani Stilton (voz)                     | 8 episodios |
| 2016          | We Bare Bears                              | Samantha (voz)                            | Episodio: "Fashion Bears"                                                                                               |
| 2016          | High Maintenance                           | Kimiko                                    | Episodio: "Selfie" |
| 2017          | Sofia the First                            | Cinder (voz)                              | Episodio: "The Royal Dragon"                                                                                            |
| 2017–2021     | Patoaventuras                              | Lena Sabrewing (voz)                      | rol recurrente |
| 2017-18       | Voltron: Defensor legendario               | General Ezor (voz)                        | rol recurrente |
| 2018          | Drunk History                              | Maya Lin                                  | Episodio: "Underdogs"                                                                                                   |
| 2018          | Ella misma                                 | 1 episodio                                | |
| 2018-presente | Summer Camp Island                         | Margot (voz)                              | 8 episodios |
| 2018-20       | Elena de Ávalor                            | Tomiko (voz)                              | 2 episodios |
| 2018          | The Guest Book                             | Nikki                                     | regular (temporada 2)                                                                                                   |
| 2019          | Welcome to the Wayne                       | Katherine-Alice (voz)                     | 2 episodios |
| 2019          | Carmen Sandiego                            | Tammy Origami / Paperstar (voz)           | rol recurrente |
| 2019          | Catfish: mentiras en la red                | Sí misma                                  | Episodio: "Matthew & Chance"                                                                                            |
| 2019          | La Guardia del León                        | Chuluun (voz), Lumba-Lumba (voz de canto) | 6 episodios, Episodio: "Dragon Island"                                                                                  |
| 2019          | Ghosting: The Spirit of Christmas          | Kara                                      | película de televisión                                                                                                  |
| 2020-presente | Close Enough                               | Bridgette Yoshida (voz)                   | Regular |
| 2020          | Baby Shark's Big Show!                     | Baby Shark (voz)                          | Doblaje en inglés, papel principal                                                                                      |
| 2021          | Centaurworld                               | Horse (voz)                               | Papel principal; 10 episodios                                                                                           |
| 2021          | Star Wars: Visions                         | Lah Kara (voz)                            | Cortometraje: El Noveno Jedi : doblaje en inglés                                                                        |
| 2024          | Hazbin Hotel                               | Niffty, Susan (voz)                       | Papel principal |

### Videos musicales
| Año  | Título                 | Artista   |
| ---- | ---------------------- | --------- |
| 2014 | " I Wanna Get Better " | Bleachers |

### Teatro
| Año       | Título                          | Papel            | Ubicación (es)         |
| --------- | ------------------------------- | ---------------- | ---------------------- |
| 2008-2010 | Spring Awakening                | Thea             | Varias (gira nacional) |
| 2010-2011 | Freckleface and Strawberry      | Emily            | New World Stages       |
| 2012      | Yoshimi Battles the Pink Robots | Yoshimi Yasukawa | La Jolla Playhouse     |
| 2013      | Trabajos de amor perdidos       | Señora Maria     | Teatro Delacorte       |
| 2016      | Waitress                        | Dawn Pinkett     | Teatro Brooks Atkinson |

### Web
| Año           | Título         | Papel  | Notas           |
| ------------- | -------------- | ------ | --------------- |
| 2018-presente | Liza on Demand | Harlow | Papel principal |